# 60 років Національному музею Т.Г.Шевченка (монета)
«60 ро́ків Націона́льному музе́ю Т. Г. Шевче́нка» — ювілейна монета номіналом 5 гривень, випущена Національним банком України. Присвячена одному з найбільших літературно-художніх музеїв України — Національному музею Т. Г. Шевченка.
Монету введено до обігу 29 квітня 2009 року. Вона належить до серії «Інші монети».

## Опис та характеристики монети
| Номінал грн. | Метал      | Маса, грам | Діаметр, мм. | Якість виготовлення       | Гурт     | Тираж, штук |
| ------------ | ---------- | ---------- | ------------ | ------------------------- | -------- | ----------- |
| 5            | нейзильбер | 16,54      | 35           | спеціальний анциркулейтед | рифлений | 30 000      |

### Аверс
На аверсі монети розміщено малий Державний Герб України, напис півколом — «НАЦІОНАЛЬНИЙ БАНК УКРАЇНИ» та композицію, що складається з експонатів музею, на передньому плані якої — картина «Катерина» та бандура, праворуч від якої — логотип Монетного двору Національного банку України, рік карбування монети «2009», нижче півколом напис — «5 ГРИВЕНЬ».

### Реверс

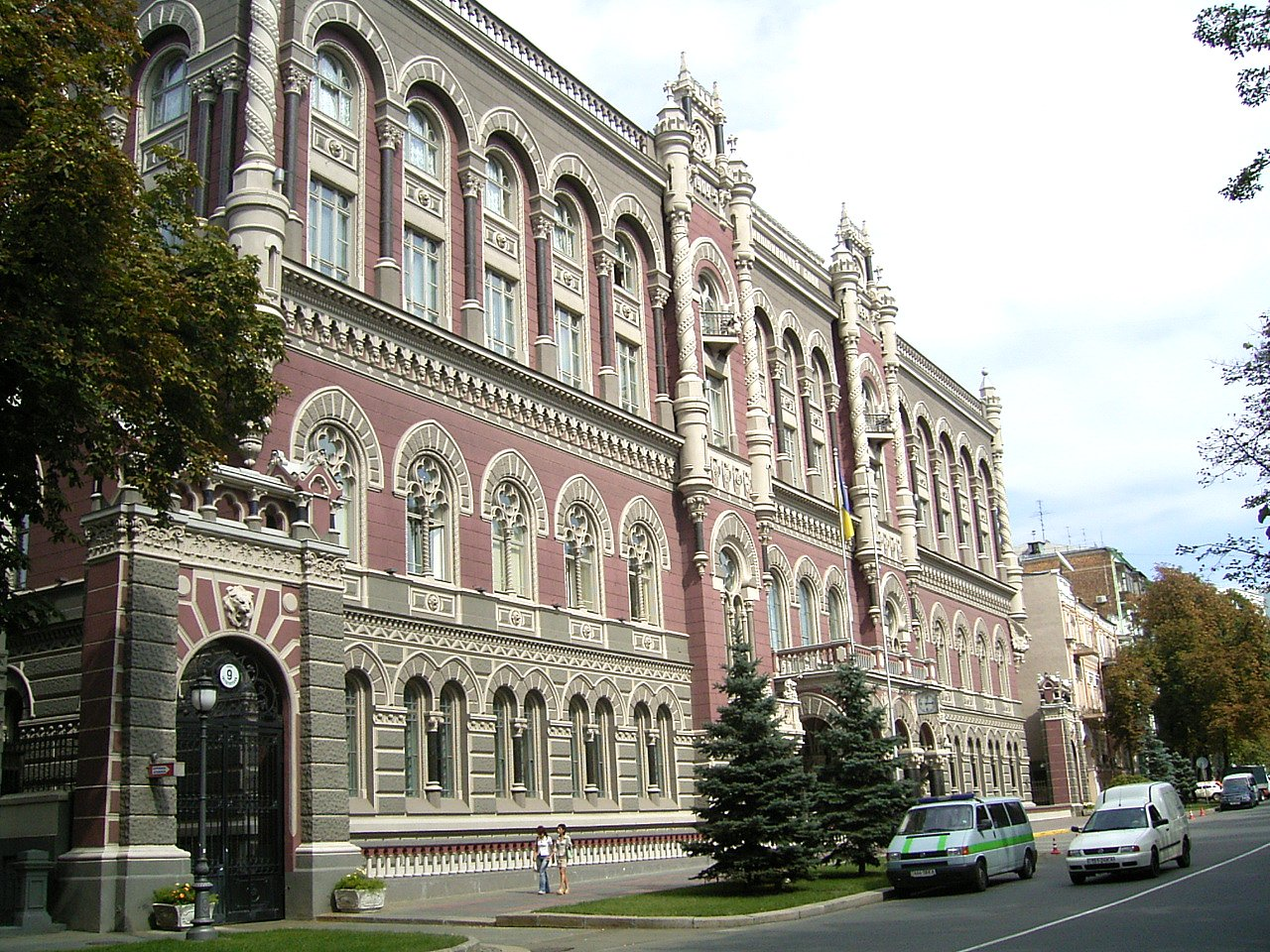
Будівля Національного банку України

На реверсі монети на тлі будівлі — пам'ятки архітектури першої половини XIX ст., в якій розміщена експозиція музею, зображено портрет Т. Г. Шевченка та напис «НАЦІОНАЛЬНИЙ»/«МУЗЕЙ»/ (угорі на дзеркальному тлі) «ТАРАСА»/«ШЕВЧЕНКА»/«60»/«РОКІВ» (на рельєфному тлі).

## Автори
Художник та скульптор — Атаманчук Володимир.

## Вартість монети
Ціна монети — 20 гривень, була зазначена на сайті Національного банку України 2011 року.
Фактична приблизна вартість монети, з роками змінювалася так:
| Рік        | 2010 | 2011 | 2012 | 2013 | 2014 | 2015 | 2016 | 2017 | 2018 | 2019 | 2020 | 2021 | 2022 | 2023 | 2024 | 2025 |
| ---------- | ---- | ---- | ---- | ---- | ---- | ---- | ---- | ---- | ---- | ---- | ---- | ---- | ---- | ---- | ---- | ---- |
| Ціна, грн. | 25   | 25   | 25   | 30   | 35   | 40   | 60   | 80   | 100  | 100  | 100  | 100  | 100  | 180  | 200  | 360  |